# Âu Việt
Âu Việt (chữ Hán: 甌越) hay Tây Âu (西甌; bính âm: Xī Ōu) là một tập hợp các bộ lạc miền núi sinh sống tại khu vực mà ngày nay là đông bắc Việt Nam, phía tây tỉnh Quảng Đông và phía bắc tỉnh Quảng Tây, Trung Quốc, chí ít là từ thế kỷ 3 trước công nguyên (TCN).
Âu Việt còn ám chỉ Vương quốc Đông Âu, hậu duệ của Vương quốc Việt - hậu duệ của Câu Tiễn đã di dời đến Phúc Kiến sau khi thất thủ trước quân Sở. Sau này vương quốc này bị Mân Việt - hậu duệ khác của Câu Tiễn thôn tính.